# Augusto Garcia
Augusto Garcia Nascentes (Belo Horizonte, 8 de fevereiro de 1983) é um ator brasileiro. É membro da Companhia de Teatro Íntimo.

## Carreira
Em 2004, estreou no cinema em  Cazuza - O Tempo Não Para. Em 2005 entrou para a Oficina de Atores da Rede Globo e iniciou a carreira na reta final da décima segunda temporada de Malhação, integrando o triangulo amoroso com Marjorie Estiano e João Velho. Em 2006 esteve como Geraldo Lemos na minissérie JK.  Logo após fez algumas participações em Malhação, O Profeta e Por Toda Minha Vida. Em 2010 entrou para a Oficina de Atores da Record, sob orientação de Roberto Bomtempo, assinando contrato com a emissora logo depois. Entre 2011 e 2012 esteve na telenovela Rebelde, interpretando o professor de história Marcelo, que chega na Elite Way para fugir de uma psicótica ex-namorada. Em 2013 viveu Graxinha em Dona Xepa, um mecânico homossexual humorado e apaixonado pelo amigo Robério. Em 2014 viveu seu personagem mais importante até então, o romântico Bruno, que se apaixona pela personagem humilde e semianalfabeta de Roberta Gualda e esconde dela que é milionário, tendo que lidar com mãe que a considera uma golpista.
Entre 2015 e 2016 integrou a telenovela infantil Cúmplices de um Resgate como o pastor Augusto. Em 2017 interpretou o simplório Nabonido, que passa por uma grande pressão ao se tornar rei em O Rico e Lázaro. No mesmo ano interpretou a fase jovem do personagem de Tony Ramos nos dois primeiros capítulos de Tempo de Amar. Em 2018, protagonizou o espetáculo idealizado por ele próprio, A Casa dos Náufragos.

## Vida pessoal
Em 2003 entrou para o curso de direito na Pontifícia Universidade Católica do Rio de Janeiro (PUC-Rio), onde se formou em 2007. De 2008 a 2014 foi casado com a atriz Leticia Cannavale. Entre 2015 e 2017 namorou a também atriz Maria Pinna.

## Filmografia

### Televisão
| Ano     | Título                  | Personagem                        | Notas                                    |
| ------- | ----------------------- | --------------------------------- | ---------------------------------------- |
| 2005    | Malhação                | Gabriel                           | Episódio: "7 de novembro–30 de dezembro" |
| 2006    | JK                      | Geraldo Lemos                     |                                          |
| 2006    | O Profeta               | Beto                              | Episódio: "18 de dezembro"               |
| 2007    | Paraíso Tropical        | Tomás                             | Episódio: "12-13 de Julho"               |
| 2008    | Por Toda Minha Vida     | Jean                              | Episódio: "Dolores Duran"                |
| 2008    | Malhação                | Teo Brandão                       | Episódio: "15–19 de dezembro"            |
| 2011–12 | Rebelde                 | Marcelo Macedo                    |                                          |
| 2013    | Dona Xepa               | João da Graça Assunção (Graxinha) |                                          |
| 2013    | Pa Pe Pi Po Pu          | Andrei                            | Especial de fim de ano                   |
| 2014    | Milagres de Jesus       | Matias                            | Episódio: "A Impura"                     |
| 2014    | Vitória                 | Bruno Amaral Rocha                |                                          |
| 2015–16 | Cúmplices de um Resgate | Augusto Martins                   |                                          |
| 2017    | O Rico e Lázaro         | Rei Nabonido                      |                                          |
| 2017    | Tempo de Amar           | José Augusto (jovem)              | Episódios: "26–27 de setembro"           |
| 2018    | Lia                     | Saul                              |                                          |
| 2021    | Gênesis                 | Dã                                | Fase: José do Egito                      |
| 2022–23 | Reis                    | Aquis, Rei dos Filisteus          | Temporadas 3–10                          |
| 2023    | Terra e Paixão          | Investigador Itamar Proença       | Episódio: "23 de outubro"                |
| 2025    | Paulo,O Apóstolo        | Eliasaf                           |                                          |

### Cinema
| Ano  | Título                                          | Personagem | Notas          |
| ---- | ----------------------------------------------- | ---------- | -------------- |
| 2004 | Cazuza - O Tempo não Para                       | Carlos     |                |
| 2008 | Garoto de Aluguel                               | Fabiano    | Curta-metragem |
| 2009 | Bela Noite para Voar                            | Marco      |                |
| 2010 | 400 contra 1 - Uma História do Crime Organizado | Nonô       |                |
| 2013 | Aurélia                                         | Jonas      | Curta-metragem |
| 2013 | Bonitinha, mas Ordinária                        | Coveiro    |                |

## Teatro
| Ano          | Título                   | Personagem         |
| ------------ | ------------------------ | ------------------ |
| 2006–07      | Veridiana e Eu           | Lucas              |
| 2007–08      | Cuidado com o Cão        | Vasco              |
| 2008–11      | Bent                     | Rudy               |
| 2009         | O Silêncio dos Amantes   | Luke               |
| 2011         | 8 Solos Acompanhados     | Vários personagens |
| 2012–13 2017 | O Retrato de Dorian Gray | Dorian Gray        |
| 2012–13      | O Beijo no Asfalto       | Arandir            |
| 2013         | A Falecida               | Timbira            |
| 2016         | Rei Lear                 | Duque de Albany    |
| 2017         | 220 Cartas de Amor       | Felipe             |
| 2018–19      | A Casa dos Náufragos     | Vários personagens |